# Ваханцы
Ваха́нцы (самоназвание: x̆ik, по-уйгурски — Ваханлыки) — один из памирских народов.
Верующие — мусульмане-исмаилиты, в основном низаритского толка.

## Территория проживания
Ваханцы расселены на территориях ряда стран:
- в Горно-Бадахшанской автономной области Таджикистана в верховьях рек Пяндж и Памир — в Ваханской долине Ишкашимского района ГБАО;
- в Афганистане, в самой восточной части (район Вахан) афганской провинции Бадахшан на левобережье верхнего Пянджа и Вахандарьи (на склонах Ваханского хребта);
- в Пакистане на севере в долинах рек Ярхун, верхней Хунзы (Гульмит), Ишкуман в Читрале (Хайбер-Пахтунхва) и в кашмирском районе Гилгит-Балтистан;
- в Синьцзян-Уйгурском автономном районе Китая в верховьях реки Яркенд и Сарыколе — в частности в округе Кашгар (в том числе в Ташкурган-Таджикском автономном уезде).

## Численность
Общая численность ваханцев составляет от 100 — 120 тыс. чел.
- В Таджикистане — 11,9 тысяч человек назвали родным ваханский язык (по переписи 1989 года).[6][7] Сегодня их число может достигать в ГБАО 15 — 20 тыс. чел.
- В Афганистане — до 13 тыс. чел.[8]
- В Пакистане — 10 — 40 тыс. чел.
- В СУАР КНР — до 15 тыс. чел. из 41 тыс. горных «таджиков», отмеченных именно так по переписи населения 2000 г. в КНР (остальные в СУАР КНР — сарыкольцы).

## Язык
Говорят на ваханском языке восточной группы иранской ветви индоевропейской семьи языков. Также распространены таджикский, уйгурский, дари, урду. Почти все говорят на бадахшанском говоре таджикского языка.

## Традиционные занятия
Ваханцы принадлежат к хозяйственно-культурному типу оседлых пашенных земледельцев и скотоводов высокогорных зон Западного Памира, Гиндукуша, Северных Гималаев и Каракорума. Ваханская семья, проживающая в одном доме, состоит обычно не более чем из 15 человек. Мужчины занимаются земледелием, выпасом скота, различными домашними промыслами и ремёслами. Дети помогают старшим пасти скот и собирают хворост и помёт скота, который в высушенном виде идёт на топливо. Дойкой скота и обработкой молока занимаются женщины. Техника подготовки полей к орошению аналогична ишкашимской, основными способами были валиковый и струйчато-бороздковый. Удельный вес скотоводства в хозяйстве увеличивался с увеличением высоты расположения селений. Как и у других памирцев, было распространено ткачество (мужское занятие), ткали шерсть мелкого рогатого скота, а из шерсти коз и яков — на вертикальных ткацких станах — полосатые безворсовые ковры (палес). На горизонтальных ткацких станах ткали шерстяные ткани для традиционной одежды. Мужчины пряли шерсть коз и яков, а женщины — шерсть овец и верблюдов.
Большого развития достигло женское ручное гончарство.

## Одежда
Женщины вязали шерстяные (до колен) носки с богатым цветным орнаментом, которые надевали под сапоги на мягкой подошве. Летом ходили в обуви типа сандалий, как шугнанцы. Головные уборы — у женщин большое покрывало, теперь косынки, а у мужчин — тюбетейка (круглой формы с прямым околышем и плоским верхом). Некоторые женщины также носили тюбетейки, как и ишкашимки. С 1950-х годов повсеместно вошла в быт одежда современного городского покроя, фабричного изготовления. У женщин — региональное среднеазиатское платье на кокетке из среднеазиатского шёлка, сатина, бархата, фабричного изготовления шерстяные вязаные кофты, свитера, носки, чулки, обувь. Шерстяные халаты, овчинные шубы, шерстяные узорные носки без пяток и сапоги на мягкой подошве главным образом носят чабаны.

## Обычаи и ритуальная пища
Повседневная жизнь ваханцев, сопровождающаяся употреблением достаточно однообразной пищи, скрашивается всевозможными праздничными обрядами и обычаями. С пищей у ваханцев связано много различных примет и суеверий. Многие из этих примет — такие, как например чаинка, вертикально плавающая в чае, означающая прибытие гостя — известны и в других районах Средней Азии. Приметы и суеверия у народов, находящихся в постоянном контакте, часто бывают общими.

### Щогун/Щогын
В шогун пекут большие хлеба — кумоч. Кумоч печётся из пресного теста прямо на углях в очаге. Во время шогуна в кумоч обычно кладут солод. Мука с солодом получается очень сладкой. Приготовляемым в Новый год блюдом является шушп. Шушп получается из смеси солода со льдом, которую греют 5-6 часов на медленном огне. Когда шушп сварится, то сверху его поливают молоком и маслом. Макыт делают из толчёных и молотых ядрышек абрикосовых косточек, которые замешивают с мукой и пекут на медленном огне.

### Пахота и сев
Во время сева пшеницы делают кочи — густую кашу, сваренную на воде из поджаренной муки. Если есть молоко, то кочи варят на молоке. Во время сева бобов варят бобовый боч. Бобы разваривают так, что они становятся вязкими, как тесто. В них добавляют солёную воду. Считается, что бобовый боч помогает от солитеров. Во время сева гороха варят боч из гороха. Перед началом пахоты волам дают бобовой муки, замешанной на воде, и смазывают им рога маслом.

### Уборка урожая
Во время празднования начала уборки урожая делают чнир. Колосья ячменя или пшеницы связывают и ставят в тлеющие угли. Затем, когда зёрна размягчатся, их растирают между ладонями, очищают и едят.

### Подъём на летовку
Накануне подъёма на летовку варят бат (пшеничный кисель). Батом очень легко и быстро насытиться, поэтому в Вахане существует поговорка: «Достаточно только после бата».

### Пребывание на летовке
Когда женщины из селения переселяются на летовку, то при подходе к летовке они высылают вперёд женщину, кормящую ребёнка. Эта женщина первой приходит на летовку и возжигает ритуальное благовоние. Затем она идёт за водой. В это время на священном месте — мазаре — режут овцу и поливают мазар её кровью. Потом женщины готовят бат, а мужчины в это время занимаются починкой загонов для скота. Когда бат готов, то его едят совместно, и мужчины, и женщины, возле мазара. Наутро мужчины спускаются в селение, и в течение семи дней им запрещается посещать летовку. На седьмой день вечером происходит размахивание над головой горящими кустами колючек. Женщины готовят бат, который опять едят все вместе около мазара. С этого дня мужчинам разрешается посещать летовку в любое время. На летовке часто едят толокно из зёрен ячменя или пшеницы. Если приходит гость из селения, то для него из толокна деляют пэст — толокно с водой или с молоком. На летовке пекут нечто вроде блинов — шапик. Замешивают тесто, иногда в него добавляют молотого с мукой лука. Пекут на очаге на раскалённом плоской камне.

### Спуск с летовки
В Среднем Вахане с летовок обычно спускаются в начале октября. В день спуска в селении достают панир (свежий сыр) и угощают им и другими молочными продуктами друг друга. Вечером готовят алвошир (бат на молоке), блины или рисовую кашу. Кашу едят на лепёшке руками.

### Рождение ребёнка
По случаю первой стрижки и обрезания устраивают пиршество, на которое созывают соседей и родственников. Для гостей готовят плов, который делают обычным среднеазиатским способом, но часто без моркови и лука. По случаю рождения девочки никакого угощения обычно не устраивается. Чаще плова готовят рисовую кашу с мясом  — шавля (вах. щула), сваренную на мясном бульоне. Шавлю раскладывают и подают на лепёшках, а плов на подносах.

### Первый вынос ребёнка на двор
Весной, когда начинают спать на улице, для детей, которых первый раз выносят на двор, поджаривают зёрна пшеницы. Едят жареные зёрна взрослые, а детям просто посыпают ими голову. Зёрна жарят на сковороде до тех пор, пока они не растрескаются. Жареные зёрна нельзя есть по одному, их можно класть в рот только попарно, поэтому и жарят, как правило, не одну, а две или четыре сковороды зёрен. Зёрна пшеницы поджаривают также для людей, заболевших цингой. Раскалённые зёрна прикладывают к голове больного. Во время еды на жареных зёрнах иногда гадают. Зажав в ладони горсть зёрен, загадывают, окажется ли их чётное или нечётное количество. Затем едят зёрна по два. Если зёрен окажется то количество, которое было загадано, то тогда будто бы исполнится какое-нибудь желание загадавшего.

### Свадьба
Во время сватовства произносится ритуальная фраза, обращённая к отцу предполагаемой невесты: «Мы пришли к вам попросить у вас омывальщицу мертвецов». Считается, что жена сына будет мыть тела его умерших родителей. После сватовства происходит помолвка, во время которой отец жениха приносит в дом невесты яхни и маленькие ритуальные хлебцы — пток (вторая буква в слове пток соответствует звуку t). Пток пекут из чистой пшеничной муки, замешанной с маслом. Из неподнявшегося теста лепят маленькие круглые лепёшки, на которых накалывают дырочки веничком из перьев. Пток пекут точно также, как и обычный хлеб, прикрепляя их к внутренним стенкам раскалённого очага. Пток полагается считать девятками, так же, как и многие другие свадебные предметы. Во время помолвки выпекают девять девяток пток. Вечером накануне дня совершения обряда бракосочетания и в доме жениха, и в доме невесты совершается обряд «бросания сковороды». Для этого обряда выпекают тонкие пшеничные лепёшки — дэрахтов. Обряд «бросания сковороды» совершается следующим образом: на плоский камень кладут три дэрахтова, а поверх них сахар, бусы, масло, кусок материи. Один из стариков, обычно тот, у которого больше всего потомства, поднимает этот камень с помощью двух палочек и три раза подносит его попеременно то к основанию, то к верху очага. Затем бусы, сахар и масло заворачивают в дэрахтов и выбрасывают на крышу через отверстие над очагом, где всё это подбирают дети. После совершения обряда режут овцу и варят плов или шавлю, которые раздают гостям. Если женщина выходит замуж вторично, то этого обряда не совершают. Вместо него через отверстие в потолке поднимают на крышу ведро с пловом или шавлей перед тем, как раздать угощение гостям. Обряд бракосочетания происходит на следующий день. Когда гости соберутся, им подают кусочки масла и размельчённый сахар на лепёшке или дэрахтове и чёрный чай. Затем халифа совершает обряд бракосочетания, прочитав молитву над пиалой с водой и дав её выпить жениху и невесте. Жениха сажают рядом с невестой и раздают всем угощение — плов или шавлю. За совершение обряда халифа получает миску с мясным бульоном, который называется «похлебка судьи». Иногда во время бракосочетания подают гостям и жениху с невестой горячее молоко с маслом. На седьмой день после переселения в дом жениха молодой жене смазывают руки маслом и она печёт пток.

### Похороны
В случае смерти в доме умершего три дня не разводят огня, а всю еду для многочисленных гостей готовят в домах родственников и соседей. На третий день режут одного-двух баранов и готовят боч (похлёбку из растолчённых зёрен пшеницы и мяса). Этой ночью, которая называется «ночь светильника», зажигают светильники и халифа читает Коран. Боч варят в течение всей ночи и раздают утром. В Вахане существует бранная поговорка: «Чтоб я похлебал боча по тебе». После боча подают рисовую кашу, плов или бат. Затем следует чёрный чай и гости расходятся.

### Худойи (посвящение Богу)
Устраивается во избежание всевозможных несчастий и болезней. Ягнёнка, предназначенного для худойи, нельзя зарезать по какому-либо другому поводу. В четверг размачивают ведро пшеничного зерна и толкут его в ступе. Вечером режут животное, предназначенное для худойи, и варят его вместе со всеми потрохами с растолчённой пшеницей. Ночью в доме, где устраивается худойи, собираются люди, разговаривают на различные религиозные темы или поют гимны религиозного содержания. Когда светает, то созывают соседей и раздают сваренный боч. Кости от боча нельзя бросать собакам, так как над ними была прочитана молитва. Кости оставляют на крыше, и их растаскивают птицы.

### Курбан (жертвоприношение)
Курбан празднуется на десятый день последнего месяца (курбан) мусульманского лунного года. За двадцать дней до наступления курбана не полагается веселиться, устраивать празднества, надевать новую одежду, стричься. Накануне десятого дня пекут ритуальные хлебцы — пток. Из года в год в одном из хозяйств селения резали барана. Все жители разбирали себе кровь этого животного, а дети делали ею на лице отметины в виде птичьих лапок.

### Рождение скота
Только что окотившейся овце дают в миске тёплый хэшпай. Козе обычно ничего не дают. Ягнят и телят в первые дни после рождения зимой содержат в доме. По случаю первого выноса на двор ягнёнка поджаривают зёрна пшеницы.

### Постройка дома
Для закладки фундамента и постройки стен созывают родственников и соседей. Им подают угощение. В это время одна из старух приносит огонь из старого дома и возжигает ритуальное благовоние на плоском камне. Затем один из стариков читает молитву: «Да будет благословенным для вас новый дом. Цветущая основа, долгая жизнь пусть достанется хозяину дома. Аллах велик». Постройку стен с основном заканчивают в тот же день Вечером всем подают бат.
Во время укладки основной балки потолка тоже созывают народ. Когда балка уложена, то приводят барана и отрезают ему голову, положив животное на эту балку с той стороны, где предполагают сделать очаг. Затем укладывают остальные балки, а вечером из зарезанного барана готовится какое-нибудь угощение. Когда постройка дома полностью закончена, хозяин переносит из старого дома в новый всю домашнюю утварь. Одна из женщин посыпает столбы и потолок мукой. Из старого дома в мисочке приносят горящие уголья. С их помощью зажигают ритуальное благовоние и огонь в очаге. В новом доме пекут хлеб, созывают гостей и угощают всех батом.

### Приём гостей
Ваханцы отличаются большим гостеприимством. Гостя стараются угостить каким-нибудь мясным блюдом. Если гостей поят ширчаем (вах. йырхчой), то масло к нему подаётся в отдельном сосуде, чтобы гость мог положить столько, сколько захочет. Считается неприличным подавать гостю не целую лепёшку. Гостей обычно уговаривают остаться переночевать, предоставляя им в таком случае специальные комнаты для гостей, которые имеются в каждом доме.

### Отъезд из дома
В дорогу ваханцы часто берут с собой кумоч, иногда пекут печенье из теста, жарящегося в масле. Если кто-нибудь из семьи уезжает, то после его отъезда до наступления следующего дня нельзя выносить из дома воду, чай и другие жидкости, так как с уехавшим будто бы может случиться какое-нибудь несчастье.

## Взаимоотношения
Как и у других памирских народов, жизнь кишлачной общины и сосуществующей с ней патронимии основывалась во многом на обычном праве. У ваханцев вплоть до настоящего времени сохраняется много неразделённых семей. И малые, и неразделённые семьи входят в патронимию (тухм) и связаны агнатным родством. Характерна взаимная помощь в хозяйственных работах и при различных семейных событиях. Большую роль играл дядя — брат матери.

## Известные представители
- Афрозе-Нума